# Argo, Alabama
Argo je mesto, ki se nahaja en del v okrožju Jefferson, drugi del pa v okrožju St. Clair v ameriški zvezni državi Alabama.
Leta 2007 je naselje imelo 1.879 prebivalcev na 31.8 km².